# Абендберг
Абендберг (нем. Abendberg «вечерная гора») — северо-восточная ветвь хребта Моргенберг, у юго-восточного берега Тунского озера в Бернском кантоне. Высота 1267 м.

## Лечебница

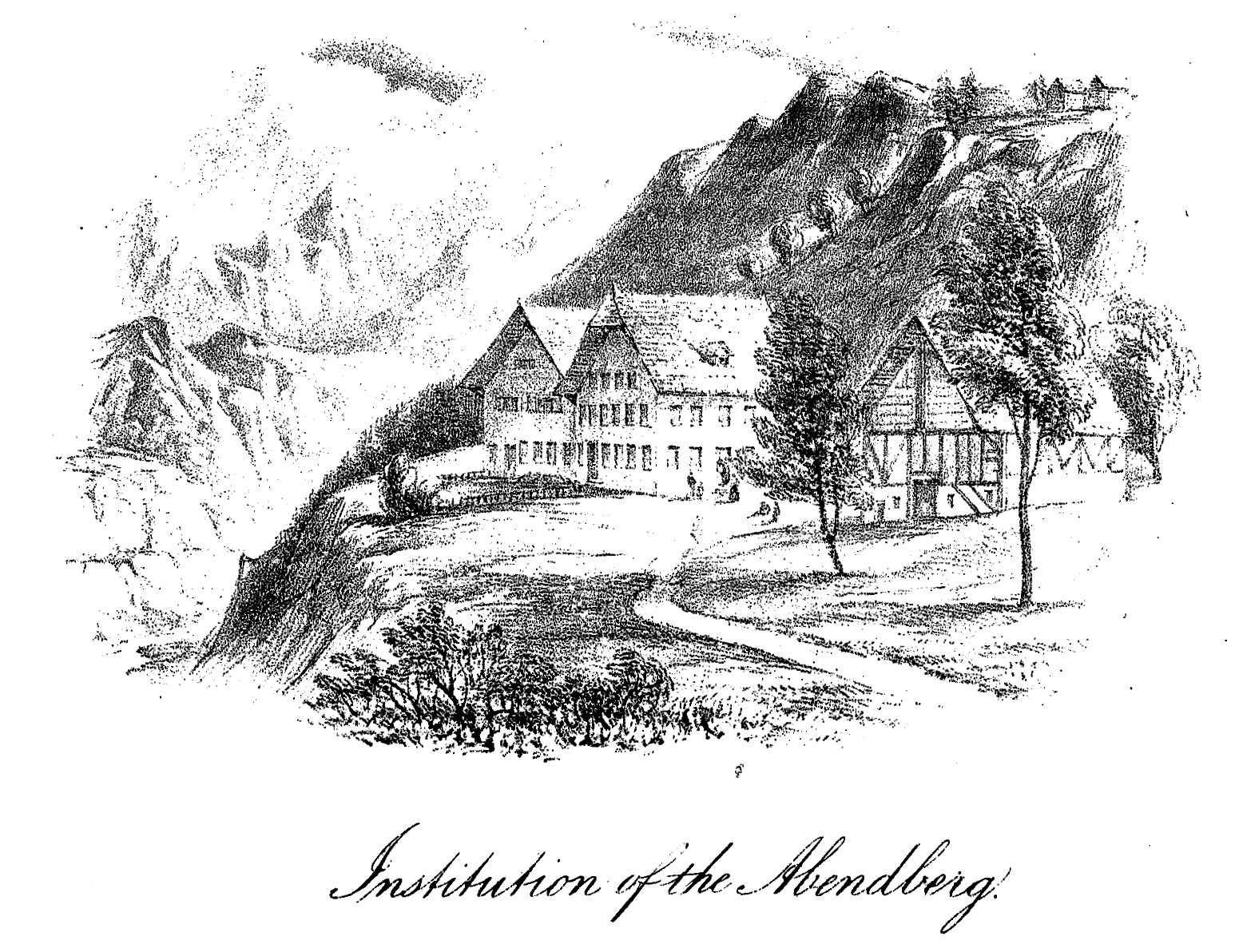
Специализированная лечебница для больных кретинизмом

В 1840 году доктором Гуггенбюлем здесь была основана первая специализированная лечебница для больных кретинизмом (была закрыта после смерти основателя в 1863 г.).

## Курорт
Позже здесь же существовали медицинские учреждения для лечения овечьей сывороткой и свежим воздухом. В настоящее время Абендберг, наряду с другими горами региона, имеет туристическое значение.

## События
- Blackmore's Night, концерт в Абендберге 4 августа 2000 года.

## Упоминания в литературе
- Н. А. Добролюбов, Избранные письма. Издание подготовил Ю. Г. Оксман. Серия «Литературные памятники», М., «Наука», 1970. Письмо 12.[1]